# Divinity Love
Divinity Love (República Checa; 11 de febrero de 1986) es una actriz pornográfica retirada y modelo checa.

## Biografía
Siendo la menor de dos hermanas, Love estudió cosmética antes de dedicarse a la industria del porno. Primero trabajó como bailarina exótica hasta que en 2006 se le dio la oportunidad de trabajar en la película de Pierre Woodman Sex City. En 2007 firmó con la productora del director un contrato en exclusiva, siendo su segunda actriz prometedora tras Caylian Curtis. En 2007, de nuevo bajo la dirección de Woodman, apareció en Xcalibur - The Lords of Sex.
Por su actuación en la película, Divinity Love se alzó con el premio a la Mejor actriz en 2007 en el Festival Internacional de Cine Erótico de Barcelona (FICEB).
No obstante, decidió retirarse en 2008 con tan solo 11 películas. Desde entonces ha redirigido su carrera hacia el mundo de la moda.